# کانبه توموموری
کانبه توموموری (به ژاپنی: 神戸具盛) (تولد نامشخص-مرگ اول دسامبر ۱۶۰۰) سامورایی، دایمیو هفتمین رهبر خاندان کانبه از اهالی ولایت ایسه در دوره سنگوکو و دوره آزوچی–مومویاما بود. خواهر بزرگ وی همسر اودا نوبوکانه بود. وی سومین پسر اودا نوبوناگا بنام اودا نوبوتاکا را به فرزندخواندگی خود درآورد.